# 四線深海狗母魚
四線深海狗母魚（学名：Bathypterois quadrifilis）為輻鰭魚綱仙女魚目青眼魚亞目爐眼魚科的一種，分布於東大西洋幾內亞灣、西大西洋墨西哥灣、加勒比海至加拿大海域，屬深海底棲性魚類，深度402-1408公尺，體長可達18公分，棲息在底層水域，生活習性不明。
种加词 quadrifilis 意为“四条线的”。